# Hablando se entiende la gente
Hablando se entiende la gente fue un programa español de televisión emitido por Telecinco entre 1990 y 1993. El espacio formó parte de la parrilla de la cadena desde el inicio de sus emisiones y fue, además, la primera experiencia profesional de su presentador, José Luis Coll, tras la disolución del dúo humorístico Tip y Coll.
El programa fue la versión en español del formato italiano "Maurizio Costanzo Show", emitido por Canale 5 de Italia.

## Formato
Emitido desde un teatro, siete personas (conocidas o anónimas), sobre un escenario, respondían a preguntas del presentador. Todos los invitados estaban relacionados a través del tema del programa.
Se trataba de un formato precursor en España, el Talk show, que tendría su continuidad en otros programas posteriores como El diario de Patricia, que se emitió en Antena 3. Además, el programa tuvo su versión infantil titulada Hablando se entiende la basca, presentado por Jesús Vázquez.

## Programas emitidos (selección)

### 1990
- Tarjeta roja, el fútbol a examen (21 de septiembre). 
  - Invitados: Javier Arenas, Jesús Samper.
- La prensa rosa (2 de octubre).
  - Invitado: Benny Hill.
- Hijos de famosos (9 de octubre).
- Cuando el hijo es famoso (12 de octubre).
  - Invitados: Matías Prats, Manolo Santana, Antonia Arévalo, Purificación Bodelón y Manolo Sanchis.
- Records (30 de octubre).
- Jóvenes promesas (9 de noviembre).
- Bofetadas, relaciones a golpe limpio (20 de noviembre).
  - Invitado: Amando de Miguel.
- Vamos de ligue (23 de noviembre).
  - Invitado: David Summers.
- Los culebrones (27 de noviembre).
  - Invitados: Javier Sádaba, Juana Ginzo, Dyango
- Trabajos confidenciales (7 de diciembre)
  - Invitados: Julián Lago, Carlos Ferrando.
- Cuernos (11 de diciembre).
  - Invitados: El Fary.

### 1991
- Colgaos (4 de enero)
  - Invitados: Fernando Arrabal, César Pérez de Tudela.
- Los más odiados (18 de enero)
- Novios de la muerte  (5 de febrero)
- ovnis(19 de febrero)
  - Invitados: José Antonio Silva.
- Profesiones diabólicas (26 de febrero)
- Fútbol (18 de marzo)
  - Invitados: Alfonso Ussía, Ramón Mendoza, Manuel Summers.
- A por todas (23 de abril).
- Todo es posible (15 de noviembre)
- Filias y fobias (22 de noviembre)

### 1992
- Y tú, ¿a qué juegas? (7 de febrero)
- Elegidos (20 de marzo).
- Más cornadas da la vida (28 de abril)
- Poderosos (26 de mayo)
  - Invitado: Anthony Blake.
- Profesiones extrañas (3 de agosto)
- Ande yo caliente ... (7 de agosto)
- En busca del tiempo perdido (21 de agosto)
- Libre, libre quiero ser (2 de octubre)
- El último grito (4 de noviembre) en
- Nunca es tarde si la dicha es buena (9 de noviembre)
- Vivir para ver (14 de diciembre)

### 1993
- Calcando estilo (13 de enero)
- Misterios (27 de enero)
- La fealdad (17 de febrero)